# Santa Balbina (titolo cardinalizio)
Santa Balbina (in latino: Titulus Sanctæ Balbinæ), conosciuto anticamente come Tigridae, è un titolo cardinalizio che, secondo Kirsch, è stato istituito dopo il sinodo romano del 595. Secondo Cristofori, il titolo Tigridae fu soppresso da papa Gregorio I e sostituito con quello di San Sisto intorno al 600. In base al catalogo di Pietro Mallio, compilato sotto il pontificato di papa Alessandro III, il titolo era legato alla basilica di San Paolo fuori le mura e i suoi preti vi celebravano messa a turno. Il titolo insiste sulla basilica di Santa Balbina all'Aventino, la quale è una chiesa molto antica, risalente, probabilmente, al IV secolo e costruita sopra la casa del console Lucio Fabio Cilone.
Dal 29 marzo 2023 il titolo è vacante.

## Titolari
Si omettono i periodi di titolo vacante non superiori ai 2 anni o non storicamente accertati.
- Pietro (590 – ?)
- Gregorio (745 – prima del 761 deceduto)
- Gregorio (761 – ?)
- Paolo (853 – prima dell'867 deceduto)
- Paolo (867 – prima dell'872 deceduto)
- Benedetto (872 – ?)
- Leone (964 – ?)
  - Guido (dopo il 25 febbraio 1080 – dopo il 18 ottobre 1099 deceduto), pseudocardinale dell'antipapa Clemente III
- Guido, O.S.B. (1099 – 9 gennaio 1120 deceduto)
- Adoaldo (o Othaldo, o Odoaldo, o Odalo) (gennaio 1120 – circa 1124 deceduto)
- Gregorio (1125 – dopo l'aprile 1139 deceduto)
- Simon d'Armentières, anche noto come Simon de la Charité, O.S.B.Clun. (18 settembre 1294 – dopo il 7 maggio 1297 deceduto)
- Eleazario da Sabrano (18 settembre 1378 – 8 agosto 1381 deceduto)
  - Titolo vacante (1381 – 1408)
- Bandello Bandelli (19 settembre 1408 – ottobre 1416 deceduto)
  - Guglielmo Carbone (6 giugno 1411 – dopo il 16 dicembre 1417 confermato da papa Martino V), pseudocardinale dell'antipapa Giovanni XXIII
- Guglielmo Carbone (dopo il 16 dicembre 1417 – 22 novembre 1418 deceduto)
- John Kemp (8 gennaio 1440 – 28 luglio 1452 nominato cardinale vescovo di Santa Rufina)
  - Titolo vacante (1452 – 1467)
- Amico Agnifili (13 novembre 1467 – 13 ottobre 1469 nominato cardinale presbitero di Santa Maria in Trastevere)
  - Titolo vacante (1469 – 1473)
- Giovanni Battista Cybo (17 maggio 1473 – gennaio 1474 nominato cardinale presbitero di Santa Cecilia, poi eletto papa con il nome di Innocenzo VIII)
  - Titolo vacante (1474 – 1487)
- Girolamo Basso Della Rovere (12 dicembre 1477 – 17 settembre 1479 nominato cardinale presbitero di San Crisogono)
  - Titolo vacante (1479 – 1484)
- Juan Margarit i Pau (17 marzo 1484 – 21 novembre 1484 deceduto)
  - Titolo vacante (1484 – 1500)
- Juan de Vera (5 ottobre 1500 – 4 maggio 1507 deceduto)
- Francisco Jiménez de Cisneros, O.F.M. (17 maggio 1507 – 8 novembre 1517 deceduto)
- Adrien Gouffier de Boissy (8 novembre 1517 – 9 novembre 1520 dimesso)
- Giovanni Piccolomini (11 giugno 1521 – 24 luglio 1524 nominato cardinale vescovo di Albano)
  - Titolo vacante (1524 – 1535)
- Girolamo Ghinucci (31 maggio 1535 – 25 gennaio 1537 nominato cardinale presbitero di San Clemente)
- Gasparo Contarini (15 gennaio 1537 – 9 novembre 1539 nominato cardinale presbitero di Sant'Apollinare alle Terme Neroniane-Alessandrine)
- Pier Paolo Parisio (28 gennaio 1540 – 11 maggio 1545 deceduto)
- Jacopo Sadoleto (11 maggio – 27 novembre 1545 nominato cardinale presbitero di San Pietro in Vincoli)
- Otto Truchseß von Waldburg (27 novembre 1545 – 28 febbraio 1550 nominato cardinale presbitero di Santa Sabina)
- Pedro Pacheco Ladrón de Guevara (10 marzo 1550 – 20 settembre 1557 nominato cardinale vescovo di Albano)
- Lorenzo Strozzi (20 settembre 1557 – 14 dicembre 1571 deceduto)
- Gaspar Cervantes de Gaete (23 gennaio 1572 – 17 ottobre 1575 deceduto)
  - Titolo vacante (1575 – 1578)
- Gaspar de Quiroga y Vela (15 dicembre 1578 – 12 novembre 1594 deceduto)
  - Titolo vacante (1594 – 1597)
- Pompeo Arrigoni (24 gennaio 1597 – 4 aprile 1616 deceduto)
- Antonio Zapata y Cisneros (17 ottobre 1616 – 27 aprile 1635 deceduto)
- Alfonso de la Cueva-Benavides y Mendoza-Carrillo (9 luglio 1635 – 17 ottobre 1644 nominato cardinale vescovo di Palestrina)
- Juan de Lugo y de Quiroga, S.I. (17 ottobre 1644 – 20 agosto 1660 deceduto)
- Pascual de Aragón-Córdoba-Cardona y Fernández de Córdoba (21 novembre 1661 – 28 settembre 1677 deceduto)
- Lazzaro Pallavicino (8 novembre 1677 – 21 aprile 1680 deceduto)
  - Titolo vacante (1680 – 1687)
- José Sáenz de Aguirre, O.S.B. (10 novembre 1687 – 30 agosto 1694 nominato cardinale presbitero di Santa Maria sopra Minerva)
- Ferdinando d'Adda (2 gennaio 1696 – 16 aprile 1714 nominato cardinale presbitero di San Pietro in Vincoli)
- Antonio Felice Zondadari il Vecchio (23 settembre 1715 – 9 aprile 1731 nominato cardinale presbitero di Santa Prassede)
- Girolamo Grimaldi (3 settembre 1731 – 18 novembre 1733 deceduto)
- Thomas Philip Wallrad d'Alsace-Boussut de Chimay (2 dicembre 1733 – 17 luglio 1752 nominato cardinale presbitero di San Lorenzo in Lucina)
  - Titolo vacante (1752 – 1760)
- Girolamo Spinola (15 dicembre 1760 – 13 marzo 1775 nominato cardinale presbitero di Santa Cecilia)
  - Titolo vacante (1775 – 1782)
- Alessandro Mattei (27 maggio 1782 – 3 aprile 1786 nominato cardinale presbitero di Santa Maria in Ara Coeli)
  - Titolo vacante (1786 – 1801)
- Antonio Felice Zondadari il Giovane (23 dicembre 1801 – 13 aprile 1823 deceduto)
- Ercole Dandini (16 maggio 1823 – 22 luglio 1840 deceduto)
- Silvestro Belli (15 luglio 1841 – 9 settembre 1844 deceduto)
- Giacomo Piccolomini (19 gennaio 1846 – 4 ottobre 1847 nominato cardinale presbitero di San Marco)
  - Titolo vacante (1847 – 1850)
- Giuseppe Pecci (3 ottobre 1850 – 21 gennaio 1855 deceduto)
  - Titolo vacante (1855 – 1858)
- Enrico Orfei (18 marzo 1858 – 22 dicembre 1870 deceduto)
  - Titolo vacante (1870 – 1875)
- Giuseppe Andrea Bizzarri (5 luglio 1875 – 26 agosto 1877 deceduto)
  - Titolo vacante (1877 – 1880)
- Giacomo Cattani (27 febbraio 1880 – 14 febbraio 1887 deceduto)
  - Titolo vacante (1887 – 1893)
- Amilcare Malagola (19 gennaio 1893 – 22 giugno 1895 deceduto)
  - Titolo vacante (1895 – 1901)
- Donato Maria Dell'Olio (18 aprile 1901 – 18 gennaio 1902 deceduto)
  - Titolo vacante (1902 – 1916)
- Auguste-René-Marie Dubourg (7 dicembre 1916 – 22 settembre 1921 deceduto)
  - Titolo vacante (1921 – 1929)
- Jean Verdier, P.S.S. (19 dicembre 1929 – 9 aprile 1940 deceduto)
  - Titolo vacante (1940 – 1946)
- Clément-Emile Roques (22 febbraio 1946 – 4 settembre 1964 deceduto)
- Léon-Etienne Duval (25 febbraio 1965 – 30 maggio 1996 deceduto)
  - Titolo vacante (1996 – 2003)
- Péter Erdő (21 ottobre 2003 – 29 marzo 2023 nominato cardinale presbitero di Santa Maria Nuova)